# Maziar Bahari

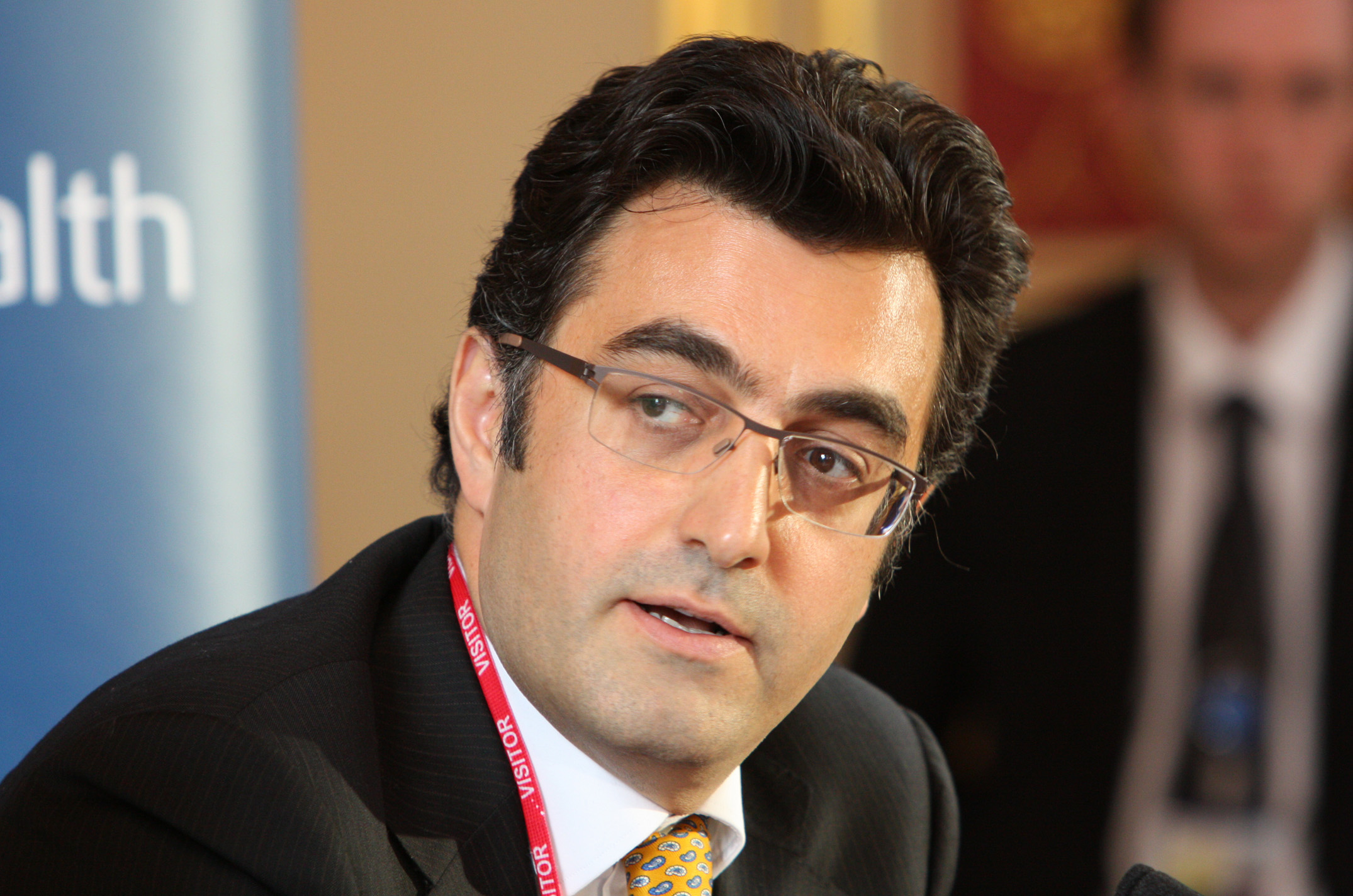
Maziar Bahari in 2011

Maziar Bahari (مازیار بهاری, sinh 1967 in Tehran, Iran) là một nhà báo, nhà soạn kịch và làm phim người Canada gốc Iran. Ông là phóng viên cho tuần san Newsweek. Bahari bị chính phủ Iran giam giữ bởi vào tháng 6 năm 2009, nhưng được phóng thích ngày 20 tháng 10 năm 2009.

## Nghề nghiệp
Bahari, đặc phái viên Newsweek, đặc trách về vấn đề của Iran và cũng là nhà làm phim tài liệu nổi tiếng quốc tế. Ông được ủy thác ở Iran để tường thuật tin tức trong suốt cả thập niên, và trong suốt thời gian đó ông đã tạo được tiếng tăm là làm tin không thiên lệch. Phim của ông được nhiều giải thưởng ở hải ngoại, và theo nguyên văn lời của Harvard Film Archives, "Bahari đã mang lại cho ta một cái nhìn thấu vào bên trong nền văn hóa đương thời của Iran, qua sự hé lộ yếu tố nhân bản đằng sau những nhan đề và nắm bắt được nếp văn hóa chân thực qua ống kính của một cá nhân đầy kinh nghiệm."
Tháng 9, 2009, tên ông được lọt vào danh sách chung kết để được trao tặng giải Giải thưởng Hoàng tử xứ Asturias cho Thỏa ước, có thể so sánh với giải Nobel Hòa bình của Tây Ban Nha.

## Bị cầm giữ
Bahari bị Iran bắt giữ ngày 21 tháng 6 năm 2009 trong cuộc phản kháng của dân Iran sau lần tái đắc cử của Tổng thống Mahmoud Ahmadinejad ngày 12 tháng 6 năm 2009. Hằng trăm nhà văn, nhà báo, nhà làm phim từ khắp thế giới, kể cả những người được giải Nobel, đồng ký thỉnh nguyện thư đòi hỏi chính quyền Iran trả tự do cho ông. Theo tờ Wall Street Journal, vụ bắt giữ ông cũng được nêu ra cùng với những người ngoại quốc khác đang bị cầm giữ, trong những cuộc thảo luận giữa Hoa Kỳ với Iran tại Geneva khi đó.
Bahari được thả ra khỏi nhà lao Evin vào chiều tối Thứ Bảy, 17 tháng 10, sau khi phải đóng số tiền thế chân. Hãng thông tấn Cộng hòa Hồi giáo, tường thuật theo Văn phòng Biện lý Tehran, Bahari phải đóng một số tiền là 3 tỉ rial ($300.000). Nhà cầm quyền Iran không nêu rõ lý do về việc thả Bahari, nhưng dầu sao ông cũng có được cơ hội gặp mặt đứa con đầu lòng sắp ra chào đời vào ngày 26 tháng 10 năm 2009, đồng thời người sản phụ, tức vợ ông cũng đang trải qua thời kỳ biến chứng sức khỏe nghiêm trọng.
Lý do nhân đạo có thể là yếu tố đóng vai trò đưa đến quyết định này. Trong một văn bản báo chí được công bố ngày 17 tháng 10 năm 2009, tạp chí Newsweek nói, "Chúng tôi cảm thấy nhẹ nhõm được biết phóng viên của bổn báo nay được về đoàn tụ với gia đình hôm nay. Chúng tôi xin có lời cảm ơn những người bấy lâu nay đã ủng hộ Maziar suốt cả thời kỳ kéo dài và bấp bênh vừa qua."